# 郭凉
郭凉（?—?），字公文，幽州右北平郡（今辽宁省凌源市）人，东汉将领。
郭涼身長八尺，壮勇武猛，虽是武将，通晓经书，多智略，明晓边事，在北方有名。最初，被幽州牧朱浮招聘任用为兵曹掾。薊城乱起，郭凉击彭宠有功，封广武侯。
建武年间为雁門郡太守，建武九年（33年），驃騎大将軍杜茂在雁門郡繁畤县攻打盧芳部将尹由。盧芳的将领賈览率胡人騎兵一万援救，郭凉、杜茂敗退。後固守以待盧芳軍内部分裂。郭凉熟谙边情，守御有方，诱降卢芳部属颇多，卢芳势力遂弱。
建武十二年（36年），盧芳攻打雲中郡失敗，尹由任用雁門人賈丹、霍匡、解勝为将帥守備雁門郡平城，结果他们殺害尹由归降郭涼。郭涼将事情報告给汉光武帝，賈丹等被封为列侯。盧芳方面的城邑渐次来降，郭涼誅滅雁門豪族郇氏，保護一般民众，平定雁門郡。盧芳于是逃到匈奴。光武帝以他的功績，擢升郭涼之子为中郎，担当左右宿衛。